# Munkedal (plaats)
Munkedal is een plaats in de gemeente Munkedal in het landschap Bohuslän en de provincie Västra Götalands län in Zweden. De plaats heeft 3704 inwoners (2005) en een oppervlakte van 541 hectare.

## Verkeer en vervoer
Bij de plaats lopen de Europese weg 6, Länsväg 162 en Länsväg 165.
De plaats heeft een station aan de spoorlijn Göteborg - Skee.